# Bonke Innocent
Bonke Innocent, né le 20 janvier 1996 à Kaduna au Nigeria, est un footballeur international nigérian qui évolue au poste de milieu défensif.

## Biographie
Le 5 août 2014, Innocent signe son premier contrat professionnel d'une durée d'un an avec le Lillestrøm SK. Innocent fait ses débuts en compétition officielle avec ce club lors d'un match d'Eliteserien contre le FK Bodø/Glimt, en remplaçant Marius Lundemo. Il joue un total de 54 matchs en Eliteserien avec cette équipe.
Le 2 août 2017, le Malmö FF annonce la signature d'Innocent avec un contrat jusqu'en 2021, pour un montant de 800 000 €.
Le 18 janvier 2022, il découvre la Ligue 1 en s'engageant avec le FC Lorient. Il trouve rapidement sa place dans le onze de Christophe Pélissier, débutant titulaire onze des douze rencontres de Ligue 1 auxquelles il participe sur la deuxième partie de saison. Sous les ordres de Régis Le Bris, il perd sa place de titulaire lors de la saison 2022-2023. Il enchaîne les titularisations en octobre à la suite de la blessure de Laurent Abergel avant de prendre place sur le banc ou de ne pas être convoqué pour les rencontres de championnat entre la 22e et la 30e journée. En fin de saison, il connaît quatre titularisations consécutives, portant son total à 14 pour 25 apparitions en championnat.
Sa situation personnelle empire lors de l'exercice 2023-2024, il ne dispute alors que 4 minutes de jeu lors des quatorze premières rencontres de championnat. Il est titularisé pour la première fois de la saison le 10 décembre 2023 pour la réception de l'Olympique de Marseille (15e journée, défaite 2-4). Il enchaîne par deux autres titularisations face au RC Strasbourg (défaite 1-2) et au Stade brestois (défaite 4-0). Face aux finistériens, Régis Le Bris le remplace dès la 38e minute de jeu au profit de Julien Laporte. Ce sera sa dernière apparition en Ligue 1 de la saison, qu'il clôture avec 4 rencontres disputées à son actif.  
À la suite de la relégation du club morbihannais en Ligue 2, Olivier Pantaloni fait son arrivée sur le banc pour la saison 2024-2025. Malgré ce changement d'entraîneur, il n'entre pas dans les plans du technicien corse. 

## Statistiques

### Statistiques détaillées
| Saison                | Club                  | Championnat           | Championnat | Championnat | Championnat | Coupe(s) nationale(s) | Coupe(s) nationale(s) | Coupe(s) nationale(s) | Compétition(s) continentale(s) | Compétition(s) continentale(s) | Compétition(s) continentale(s) | Compétition(s) continentale(s) | Total | Total | Total |
| Saison                | Club                  | Division              | M.          | B.          | P.d.        | M.                    | B.                    | P.d.                  | Comp.                          | M.                             | B.                             | P.d.                           | M.    | B.    | P.d.  |
| 2014                  | Lillestrøm SK         | Tippeligaen           | 1           | 0           | 0           | -                     | -                     | -                     | -                              | -                              | -                              | -                              | 1     | 0     | 0     |
| 2015                  | Lillestrøm SK         | Tippeligaen           | 20          | 0           | 0           | 2                     | 0                     | 1                     | -                              | -                              | -                              | -                              | 22    | 0     | 1     |
| 2016                  | Lillestrøm SK         | Tippeligaen           | 24          | 0           | 1           | 2                     | 0                     | 0                     | -                              | -                              | -                              | -                              | 26    | 0     | 1     |
| 2017                  | Lillestrøm SK         | Eliteserien           | 9           | 0           | 0           | 2                     | 1                     | 0                     | -                              | -                              | -                              | -                              | 11    | 1     | 0     |
| Sous-total            | Sous-total            | Sous-total            | 54          | 0           | 1           | 6                     | 1                     | 1                     | -                              | 0                              | 0                              | 0                              | 60    | 1     | 2     |
| 2017                  | Malmö FF              | Allsvenskan           | 2           | 0           | 0           | -                     | -                     | -                     | C1                             | -                              | -                              | -                              | 2     | 0     | 0     |
| 2018                  | Malmö FF              | Allsvenskan           | 15          | 0           | 0           | 1                     | 0                     | 0                     | C1+C3                          | 3+2                            | 0+0                            | 0+0                            | 21    | 0     | 0     |
| 2019                  | Malmö FF              | Allsvenskan           | 11          | 0           | 0           | 1                     | 0                     | 0                     | C3                             | 8                              | 0                              | 0                              | 20    | 0     | 0     |
| 2020                  | Malmö FF              | Allsvenskan           | 16          | 0           | 0           | 2                     | 0                     | 0                     | C3                             | 1                              | 0                              | 0                              | 19    | 0     | 0     |
| 2021                  | Malmö FF              | Allsvenskan           | 17          | 0           | 0           | 1                     | 0                     | 0                     | C1                             | 13                             | 0                              | 1                              | 31    | 0     | 1     |
| Sous-total            | Sous-total            | Sous-total            | 61          | 0           | 0           | 5                     | 0                     | 0                     | -                              | 27                             | 0                              | 1                              | 93    | 0     | 1     |
| 2021-2022             | FC Lorient            | Ligue 1               | 12          | 0           | 0           | -                     | -                     | -                     | -                              | -                              | -                              | -                              | 12    | 0     | 0     |
| 2022-2023             | FC Lorient            | Ligue 1               | 25          | 0           | 1           | 1                     | 0                     | 0                     | -                              | -                              | -                              | -                              | 26    | 0     | 1     |
| 2023-2024             | FC Lorient            | Ligue 1               | 4           | 0           | 0           | -                     | -                     | -                     | -                              | -                              | -                              | -                              | 4     | 0     | 0     |
| Sous-total            | Sous-total            | Sous-total            | 41          | 0           | 1           | 1                     | 0                     | 0                     | -                              | 0                              | 0                              | 0                              | 42    | 0     | 1     |
| 2024-2025             | Adanaspor             | 1.Lig                 | 17          | 1           | 0           | -                     | -                     | -                     | -                              | -                              | -                              | -                              | 17    | 1     | 0     |
| Total sur la carrière | Total sur la carrière | Total sur la carrière | 173         | 1           | 2           | 12                    | 1                     | 1                     | -                              | 27                             | 0                              | 1                              | 212   | 2     | 4     |

### En sélection nationale
| Saison                | Sélection             | Phases finales        | Phases finales | Phases finales | Phases finales | Éliminatoires | Éliminatoires | Éliminatoires | Matchs amicaux | Matchs amicaux | Matchs amicaux | Total | Total | Total |
| Saison                | Sélection             | Compétition           | M              | B              | Pd             | M             | B             | Pd            | M              | B              | Pd             | M     | B     | Pd    |
| --------------------- | --------------------- | --------------------- | -------------- | -------------- | -------------- | ------------- | ------------- | ------------- | -------------- | -------------- | -------------- | ----- | ----- | ----- |
| 2021-2022             | Nigeria               | -                     | -              | -              | -              | 3             | 0             | 0             | 1              | 0              | 0              | 4     | 0     | 0     |
| Total sur la carrière | Total sur la carrière | Total sur la carrière | 0              | 0              | 0              | 3             | 0             | 0             | 1              | 0              | 0              | 4     | 0     | 0     |

### Liste des matchs internationaux
| Matchs internationaux de Bonke Innocent | Matchs internationaux de Bonke Innocent | Matchs internationaux de Bonke Innocent                                | Matchs internationaux de Bonke Innocent | Matchs internationaux de Bonke Innocent | Matchs internationaux de Bonke Innocent | Matchs internationaux de Bonke Innocent                            |
|                                         | Date                                    | Lieu                                                                   | Adversaire                              | Résultats                               | Compétitions                            | Notes                                                              |
| --------------------------------------- | --------------------------------------- | ---------------------------------------------------------------------- | --------------------------------------- | --------------------------------------- | --------------------------------------- | ------------------------------------------------------------------ |
| 1.                                      | 7 septembre 2021                        | Estádio Municipal Adérito Sena, Mindelo, Cap-Vert                      | Cap-Vert                                | 1 - 2                                   | Éliminatoires de la Coupe du monde 2022 | Titulaire.                                                         |
| 2.                                      | 10 octobre 2021                         | Complexe sportif Barthélemy Boganda, Bangui, République centrafricaine | Centrafrique                            | 0 - 2                                   | Éliminatoires de la Coupe du monde 2022 | Rentre en jeu à la 74e minute à la place de Kelechi Iheanacho.     |
| 3.                                      | 25 mars 2022                            | Baba Yara Stadium, Kumasi, Ghana                                       | Ghana                                   | 0 - 0                                   | Éliminatoires de la Coupe du monde 2022 | Titulaire et remplacé par Oghenekaro Etebo à la 62e minute de jeu. |
| 4.                                      | 29 mai 2022                             | AT&T Stadium, Arlington, États-Unis                                    | Mexique                                 | 2 - 1                                   | Match amical                            | Titulaire et remplacé par Sani Faisal à la 72e minute de jeu.      |

## Palmarès
Malmö FF
- Champion de Suède en 2017 et 2020.